# Yoru, Carmen no Shishuu
Yoru, Carmen no Shishuu (夜、カルメンの詩集) é o nono álbum de estúdio do cantor de rock japonês Kiyoharu, lançado em 28 de fevereiro de 2018. Foi lançado em duas edições: a regular, com dez faixas, e a limitada, com onze faixas, um DVD com três videoclipes e um CD bônus em que as faixas são lidas em forma de poesia.

## Recepção
O álbum alcançou a décima nona posição nas paradas da Oricon.

## Produção
A capa foi criada pelo artista Kosuke Kawamura.

## Faixas[4]
| N.º            | Título                          | Duração |  |
| 1.             | "Hika" (悲歌)                   | 5:04    |  |
| 2.             | "Aika no Towa" (赤の永遠)       | 5:06    |  |
| 3.             | "Yoru wo Omou" (夜を、想う)     | 4:28    |  |
| 4.             | "Amore" (アモーレ)              | 5:05    |  |
| 5.             | "Charade" (シャレード)          | 5:20    |  |
| 6.             | "Nemureru Tenshi" (眠れる天使)  | 4:09    |  |
| 7.             | "Twilight"                      | 3:46    |  |
| 8.             | "Mikazuki" (三日月)             | 4:41    |  |
| 9.             | "Bigaku" (美学)                 | 5:29    |  |
| 10.            | "Anata ni Natte" (貴方になって) | 7:19    |  |
| Duração total: | Duração total:                  | 66:49   |  |

| Faixas bônus da edição limitada |                                          |         |  |
| N.º                             | Título                                   | Duração |  |
| 11.                             | "Tsumihorobashi Nobara" (罪滅ぼし野ばら) | 2:55    |  |

| Faixas bônus da edição limitada (DVD) |                                |         |  |
| N.º                                   | Título                         | Duração |  |
| 1.                                    | "Aika no Towa" (Videoclipe)    |         |  |
| 2.                                    | "Nemureru Tenshi" (Videoclipe) |         |  |
| 3.                                    | "Yoru wo Omou" (Videoclipe)    |         |  |

## Músicos convidados
- Duran, Koichi Korenaga - Guitarra
- Chiei Kobayashi - Guitarra flamenca
- Yuuji Okiyama - Baixo
- Yosuke (容昌) - Percussão
- Katsuma - Bateria